# Clan Khön
Le Clan Khön (tibétain : འཁོན, Wylie : 'khon, THL : khön ; chinois : 昆氏家族 ; pinyin : kūn shì jiāzú ; litt. « clan de la famille Kün ») ou Clan Khön Sakya est un clan nobiliaire tibétain basé sur le Xian de Sa'gya (dans l'Ü au Tibet central). Le clan trace son histoire au temps de l'Empire du Tibet (Bod Chen Po). Le Sakya Trizin de l'école Sakya était exclusivement choisi parmi les membres ce clan. Le tête actuelle du clan Khön est Ratna Vajra Rinpoché.
Depuis le règne du Tsenpo Trisong Detsen, les hommes du clan Khön ont participé activement aux affaires de la vie politique et religieuse de l'Empire tibétain. Le fondateur de l'école Sakya, Khön Könchok Gyalpo était un membre important de ce clan et celui qui l'a installé à Sa'gya. Les Khöns ont gouverné la région de Sa'gya durant des siècles. Les hommes du clan des Khön étaient désignés précepteurs impériaux sous la Dynastie Yuan. Les empereurs Yuan confièrent le pouvoir sur le Tibet à ce clan. Durant la gouvernance des Yuan, le clan Khön était la maison ayant le pouvoir de fait sur le Tibet. La plus hautes instantes officielles de l'administration du Tibet sous la dynastie Yuan — Benchin (本欽) étaient soit du clan Khön, soit des proches de celui-ci. De plus, le précepteur impérial était à la tête du ministère des affaires bouddhistes et tibétaines (en). En fonction des intérêts politiques, de nombreux mariages furent arrangés entre le clan Khön et les Borjigin (descendants de Gengis Khan). Trois membres du clan Khön ont reçu le titre de roi de Bailan (白蘭王).

## Membres prééminents
- Khön Könchok Gyalpo (1034 — 1102 ou 1103)
- Jetsün Dragpa Gyaltsen (1147 — 1216)
- Sakya Pandita (1182 — 1251)
- Drogön Chögyal Phagpa (1235 — 1280)
- Rinchen Gyaltsen (1238 — 1279)
- Chakna Dorjé (1239 — 1267)
- Yeshe Rinchen (1249 — 1295)
- Jamyang Rinchen Gyaltsen (1258 — 1305)
- Zangpo Pal (en) (1261 — 1323)
- Sanggye Pal (en) (1267 — 1314)
- Dharmapala Raksita (1268 — 1287)
- Kunga Lotro Gyaltsen (1299 — 1327)
- Khatsun Namkha Lekpa Gyaltsen (en) (1305 — 1343)
- Jamyang Donyo Gyaltsen (en) (1310 — 1344)
- Jamyang Donyo Gyaltsen (en) (1310 — 1344)
- Künga Gyeltshen Pel Sangpo (de) (1310 — 1358)
- Lama Dampa Sönam Gyaltsen (1312 — 1375)
- Lachen Sönam Lodrö (de) (1332 — 1362)
- Tawen Lodrö Gyaltsen (nl) (1332 — 1364)
- Duldzin Dragpa Gyaltsen (1374 — 1434)
- Tulku Dragpa Gyaltsen ou Ngatrul Dragpa Gyaltsen (1619 — 1656)
- Sakya Trizin Ngawang Kunga (1945 — ?)